# Geum aurantiacum
Geum aurantiacum är en rosväxtart som beskrevs av Fries och Schuetz. Geum aurantiacum ingår i släktet nejlikrotsläktet, och familjen rosväxter. Inga underarter finns listade i Catalogue of Life.